# Juventus Football Club
La Juventus Football Club (dal latino iuventūs, "gioventù"), meglio nota come Juventus (/juˈvɛntus/), è una società calcistica italiana della città di Torino. Milita in Serie A, la massima divisione del campionato italiano.
Fondata nel 1897 da un gruppo di studenti liceali locali, la Juve (pronunciato [ˈjuːve]) – com'è colloquialmente abbreviata – è il secondo club professionistico per anzianità tra quelli tuttora attivi nel Paese, dopo il Genoa (1893); è il più titolato e con maggior tradizione sportiva oltreché uno dei più blasonati al mondo con 71 trofei ufficiali vinti durante la militanza al vertice della piramide sportiva nazionale, tra cui il primato di 36 titoli di campione d'Italia e 11 in competizioni UEFA. Prende parte stabilmente al massimo campionato nazionale sin dall'esordio nel 1900, eccezione fatta per la stagione 2006-2007. Dopo aver esordito in divisa rosanero, ai primi del Novecento adottò l'odierna tenuta di gioco bianconera.
Il legame con la famiglia Agnelli, che dura in modo quasi ininterrotto dal 1923, è il primo e più duraturo sodalizio imprenditoriale-sportivo in Italia; attraverso un peculiare modello gestionale instaurato nel frattempo, quella bianconera divenne una delle prime società sportive italiane a raggiungere uno status professionistico ante litteram, affermandosi a livello nazionale dal decennio successivo e in ambito internazionale dalla seconda metà degli anni 70 del XX secolo. Nel decennio seguente diventò il primo club ad aver vinto tutte e tre le maggiori competizioni europee: la Coppa UEFA (1976-1977), la Coppa delle Coppe (1983-1984) e la Coppa dei Campioni (1984-1985); coi trionfi nella Supercoppa UEFA 1984 e nella Coppa Intercontinentale 1985 divenne inoltre il primo ad avere conquistato tutti i cinque trofei ufficiali maschili dell'UEFA allora vigenti, un record ulteriormente migliorato col successo nella Coppa Intertoto UEFA 1999.
Quotata alla Borsa Italiana dal 2001, la Juventus è una società per azioni posizionata pressoché stabilmente, dalla seconda metà degli anni 90 del Novecento, tra i primi dieci club calcistici su scala mondiale in ambito finanziario per fatturato, valore societario e profitti. Numerosi calciatori sono stati premiati durante la militanza nel club con i massimi riconoscimenti individuali, come il Pallone d'oro (8) e il FIFA World Player (3), entrambi record a livello italiano condivisi con il Milan; il suo contributo alla nazionale italiana, ininterrotto dai primi anni 20 oltreché il maggiore tra le squadre italiane, è stato decisivo per i successi della rappresentativa nazionale. È inoltre forte del più numeroso sostegno a carattere nazionale oltreché molto esteso su scala globale, principalmente nei Paesi a forte emigrazione italiana, che ne fanno contemporaneamente un simbolo anticampanilistico e di italianità. Nel 2000 la Juventus fu inserita dalla FIFA al settimo posto – prima italiana – nella classifica secolare sui migliori club al mondo, mentre nel 2009 fu nominata dall'IFFHS migliore squadra nel Paese e seconda a livello europeo, dopo il Real Madrid, del XX secolo.

## Storia
Nell'autunno del 1897 vide la luce a Torino lo Sport-Club Juventus per iniziativa di un gruppo di studenti del liceo classico Massimo d'Azeglio; tra essi Luigi Forlano e i fratelli Eugenio ed Enrico Canfari. Tre anni più tardi la società si iscrisse al suo primo campionato italiano.
Il primo titolo nazionale arrivò nel 1905, tuttavia appena l'anno dopo il presidente della società, lo svizzero Alfred Dick, a seguito di accese discussioni di spogliatoio lasciò la Juventus e, assieme a un gruppo di soci dissidenti, si unì alla Torinese per dare vita al Torino: l'episodio, oltre a segnare l'origine del derby della Mole, fu l'inizio di una serie di problemi finanziari e sportivi che culminarono nel 1913, quando la squadra bianconera evitò la retrocessione in Promozione grazie a un ripescaggio.

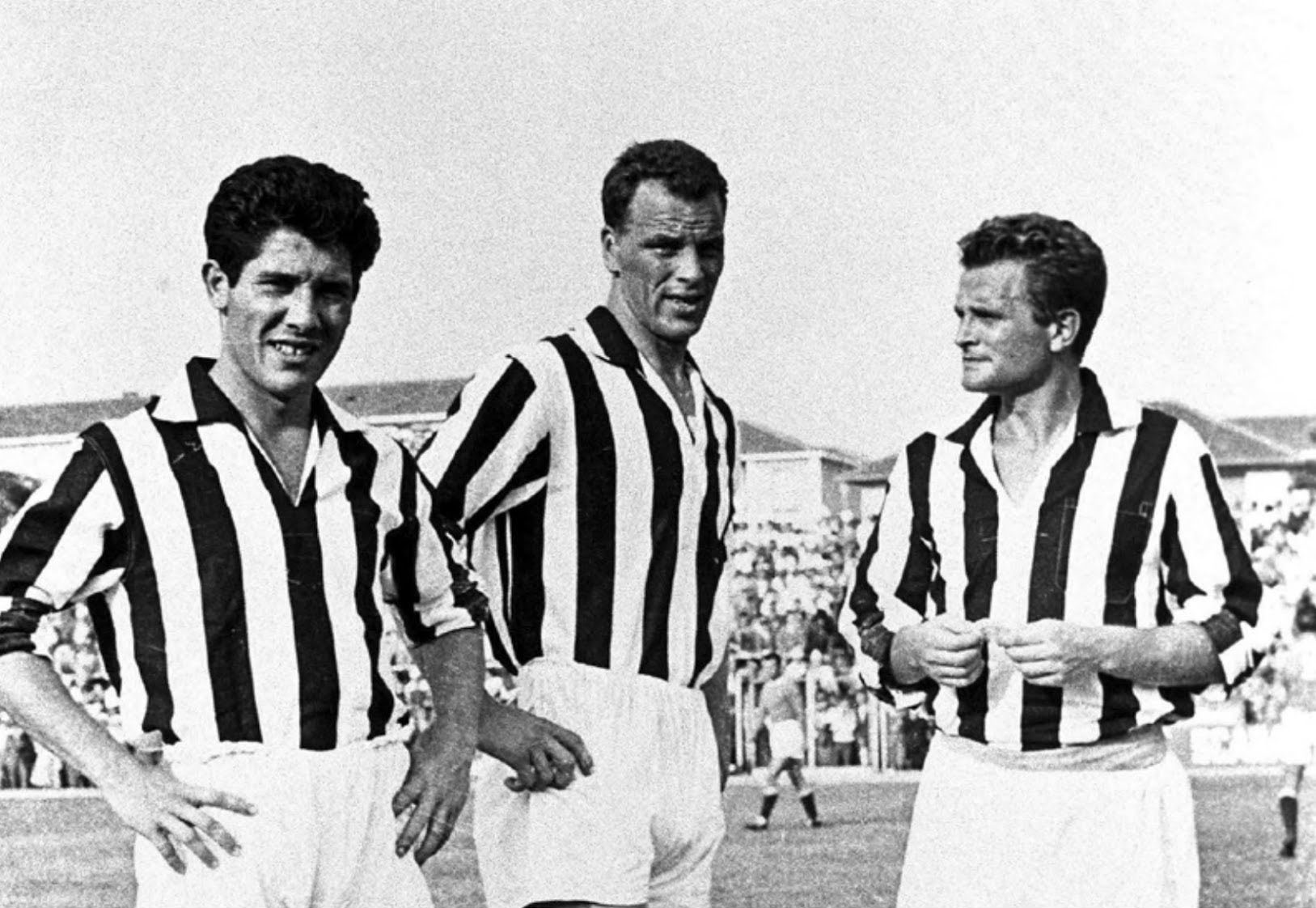
Da sinistra: Omar Sívori, John Charles e Giampiero Boniperti, il Trio Magico dei torinesi tra gli anni 50 e 60

Dopo la prima guerra mondiale la Juventus, risollevatasi con la presidenza di Giuseppe Hess e Corrado Corradini, migliorò il suo piazzamento in campionato e fornì i primi giocatori alla nazionale italiana. Edoardo Agnelli assunse la presidenza della società il 24 luglio 1923. Con l'ulteriore arrivo del primo allenatore professionista, l'ungherese Jenő Károly, giunse la vittoria del secondo tricolore nella stagione 1925-1926.
Il primo ciclo vincente della società, grazie all'apporto di elementi come Giovanni Ferrari, Raimundo Orsi, Luis Monti e il trio difensivo Combi-Rosetta-Caligaris, giunse tra il 1930-1931 e il 1934-1935, quando arrivarono cinque scudetti consecutivi, uniti al raggiungimento delle semifinali di Coppa dell'Europa Centrale per quattro anni di fila; allenatore della squadra in quattro delle cinque vittoriose stagioni fu Carlo Carcano, uno dei precursori del «metodo». Molti giocatori di quella Juventus formarono il nucleo della nazionale italiana vittoriosa nella Coppa Internazionale e nel campionato del mondo 1934. La prematura morte di Edoardo Agnelli, avvenuta nel 1935, coincise con la fine del «Quinquennio d'oro». Sul finire del periodo interbellico arrivò comunque la prima Coppa Italia dei bianconeri (1938).
Nel secondo dopoguerra sotto la presidenza di Gianni Agnelli e in seguito di suo fratello Umberto la Juventus tornò alla ribalta dopo tre lustri conoscendo un secondo ciclo di vittorie, grazie anche all'arrivo di Omar Sívori e John Charles, che insieme a Giampiero Boniperti formarono il «Trio Magico»: tre scudetti tra il 1958 e il 1961, il primo dei quali fu il decimo e le valse il diritto ad apporre sulle maglie la stella. Sívori divenne inoltre nel 1961 il primo calciatore proveniente dalla Serie A a vincere il Pallone d'oro. Nel corso degli anni 60, trascorsi sotto il mandato presidenziale di Vittore Catella, la società affrontò un profondo rinnovamento: ne scaturì un decennio globalmente incolore, seppur spiccò lo scudetto 1966-1967 conquistato contro ogni pronostico dalla «Juve Operaia» di Heriberto Herrera.
Nel 1971 Boniperti diventò presidente del club e il suo primo scudetto in tale nuova veste giunse subito alla sua prima stagione, nel 1971-1972, bissato da quello successivo del 1972-1973: furono i primi di un terzo vittorioso ciclo che nei successivi quindici anni, sotto la guida tecnica dapprima di Čestmír Vycpálek, poi di Carlo Parola e infine di Giovanni Trapattoni, portarono a Torino nove scudetti, due Coppe Italia e vittorie internazionali che fecero della Juventus la prima a vincere tutte le competizioni dell'UEFA e, a seguire, la prima al mondo a conquistare tutte le competizioni ufficiali per club.

La Juventus di Marcello Lippi celebra i trionfi del 1996 in Champions League e Coppa Intercontinentale

In particolare nel 1977 arrivò la prima vittoria internazionale in Coppa UEFA, al termine di un'accesa finale contro gli spagnoli dell'Athletic Bilbao. Il titolo nella Coppa dei Campioni 1984-1985, conseguito a Bruxelles il 29 maggio 1985 sul Liverpool circa un anno dopo la vittoria da imbattuta in Coppa delle Coppe, fu invece oscurato da gravi incidenti pre-gara generati dagli hooligan britannici che portarono alla morte di 39 spettatori. Lo scudetto vinto nel 1986 chiuse il decennio di Trapattoni: durante la sua gestione complessivamente 9 elementi della Juventus giocarono nella nazionale italiana al campionato del mondo di Argentina 1978 e 6 in quella che si laureò campione nella successiva edizione di Spagna 1982.
Tramontata la generazione di calciatori che avevano costituito l'asse portante della squadra, la Juventus affrontò un periodo di nove anni privo di risultati in campo nazionale, anche se giunsero a Torino una Coppa Italia (1990) e due Coppe UEFA (1990 e 1993). Nel 1994 l'arrivo in panchina di Marcello Lippi fu il preludio al quarto ciclo vincente dei bianconeri: in dieci stagioni – con l'intervallo di un biennio d'interregno di Carlo Ancelotti, il quale vinse la Coppa Intertoto UEFA – la squadra fece suoi cinque scudetti e una Coppa Italia, raggiunse quattro finali di Champions League vincendo quella del 1996 a Roma e conquistò una Coppa Intercontinentale, una Supercoppa UEFA e quattro Supercoppe di Lega.

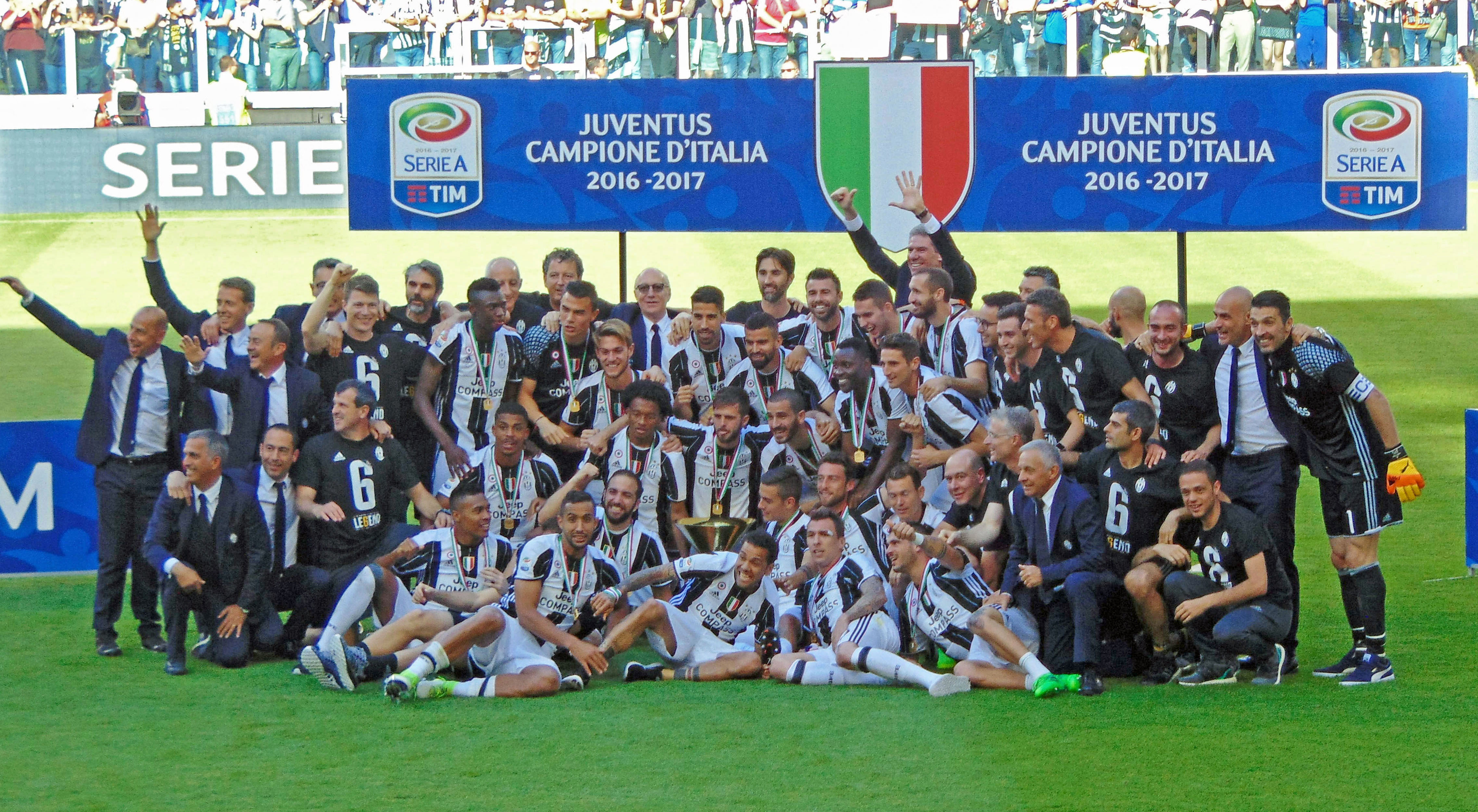
I bianconeri della stagione 2016-2017 festeggiano il sesto dei nove scudetti consecutivi inanellati negli anni 2010

I successi ottenuti in campionato sotto la gestione tecnica di Fabio Capello a metà degli anni 2000 vennero annullati dall'esito del caso Calciopoli: nell'estate 2006 la giustizia sportiva revocò ai bianconeri il titolo conseguito nel 2005 e li declassò dal primo all'ultimo posto in classifica nel 2006, relegandoli d'ufficio per la prima volta nella loro storia in Serie B. La Juventus fu promossa in massima categoria un anno più tardi vincendo il campionato cadetto.
Tra il 2010 e il 2023, la presidenza del club è stata assunta da Andrea Agnelli, quarto esponente della dinastia torinese. Sotto la sua gestione, e con le guide tecniche di Antonio Conte, poi Massimiliano Allegri e infine Maurizio Sarri, i bianconeri danno vita a un quinto ciclo di successi che supera quelli del Quinquennio d'oro, inanellando nove scudetti consecutivi dal 2012 al 2020, un unicum nel calcio italiano; nello stesso decennio arrivano inoltre a Torino quattro double consecutivi grazie alle vittorie in Coppa Italia, altro primato nazionale, e altrettante Supercoppe di Lega.

## Colori e simboli

### Colori

I fondatori-giocatori della Juventus nel 1899 con indosso la divisa rosanero degli albori

L'uniforme di gioco della Juventus è una maglia a strisce verticali bianche e nere, tradizionalmente abbinata a pantaloncini e calzettoni bianchi. La divisa degli esordi adottata a cavallo tra XIX e XX secolo era invece composta da una camicia rosa – abbinata a scelta con cravatta o farfallino – e pantaloni neri. In seguito a causa dei frequenti lavaggi il rosa scolorì in maniera talmente evidente che il club ne decise il cambio.
Nei primi anni del Novecento fu così chiesto all'inglese Savage, tra i membri della società, di cercare nel suo Paese una casacca da gioco più consona e resistente all'usura. Savage aveva un amico di Nottingham tifoso del Notts County, la cui maglia è a strisce bianconere: per tale ragione fu spedito a Torino un set di uniformi analogo a quello usato dai Magpies.

### Simboli ufficiali

#### Stemma

La zebra rampante, già parte dell'iconografia del club, ha inoltre affiancato lo stemma sociale da fine anni 70 ai primi anni 90

Eccezion fatta per un particolare simbolo in uso tra il 1979 e i primi anni 90 – e che ha solo affiancato lo stemma ufficiale –, ovvero la silhouette nera di una zebra rampante, dagli albori al 2017 l'emblema identificativo della Juventus è rimasto sostanzialmente invariato: uno scudo ovale riempito da pali bianchi e neri, con il nome del club impresso nella parte superiore, mentre in quella inferiore trovava posto il toro, simbolo civico torinese; altri dettagli erano in oro, o in alternativa in blu Savoia, quest'ultimo un omaggio alla tradizione sabauda di Torino.
Con la stagione 2017-2018 il club ha adottato un diverso stemma volto a inaugurare una rinnovata identità societaria, di fatto un logo che si distacca nettamente dalla tradizionale araldica calcistica europea: si tratta di un pittogramma che riproduce la lettera «J» stilizzata, composta da strisce verticali bianconere che, incurvandosi, vanno a proiettare i bordi di uno scudo francese antico, rimandando esplicitamente anche allo scudetto; il tutto è sormontato dalla denominazione societaria. Tale logo viene ristilizzato nella stagione 2020-2021 con l'eliminazione del wordmark.

#### Inno
L'inno ufficiale della Juventus – il quinto nella storia del club – è Juve (storia di un grande amore), scritto da Alessandra Torre e Claudio Guidetti e arrangiato nella versione del 2007 ad opera del cantante e musicista Paolo Belli. Tra quelle composte dagli artisti più noti figura Juvecentus, opera di Pierangelo Bertoli nel 1997, in occasione del centesimo anniversario della fondazione del club.

## Strutture

### Stadio

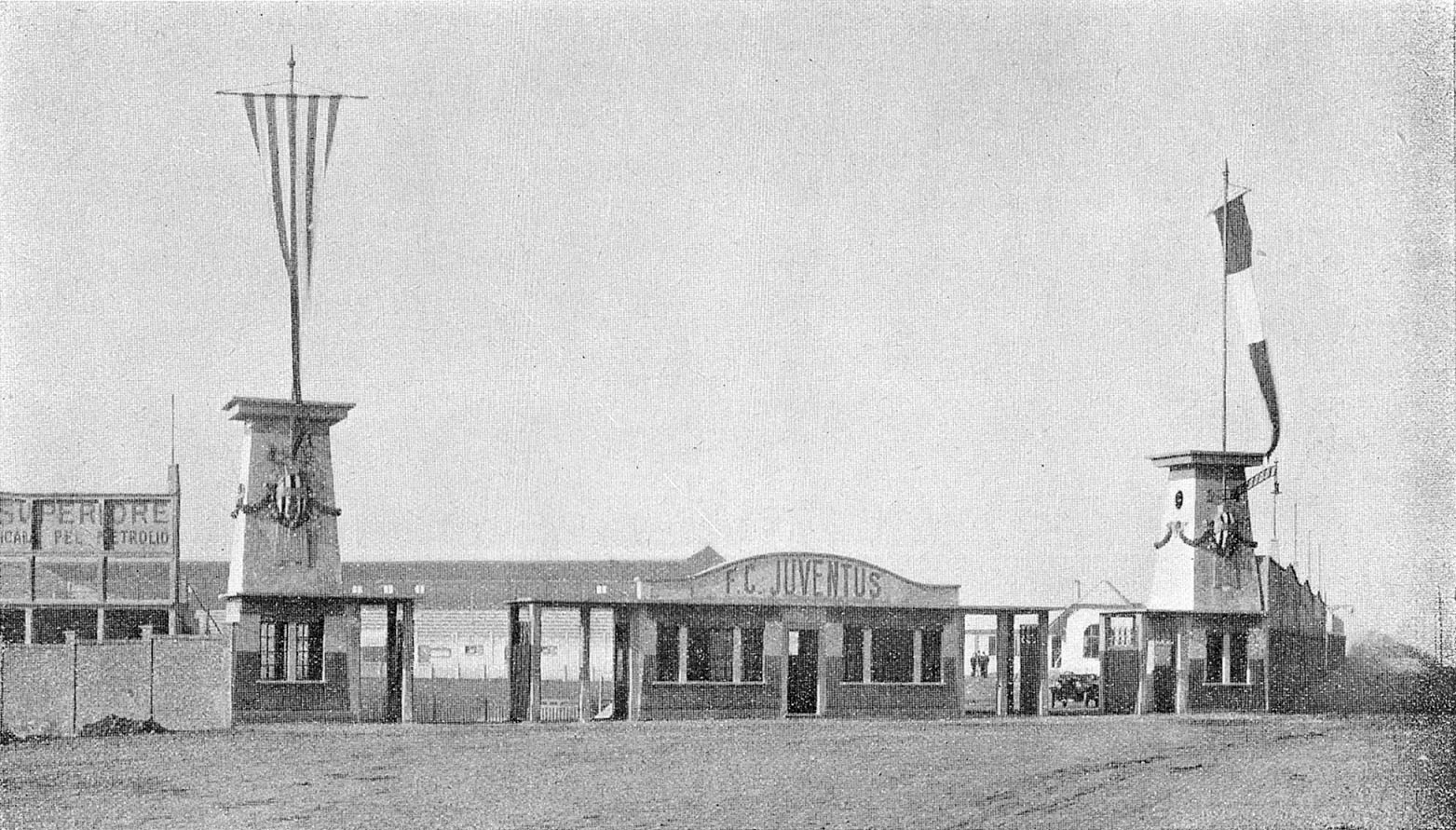
L'ingresso del Campo Juventus, impianto interno dal 1922 al 1933 nonché di proprietà del club

I primi campi utilizzati dal club, nel biennio 1897-1898, furono al Parco del Valentino e al Giardino della Cittadella. Fino al 1908 la squadra si spostò nella piazza d'armi torinese, all'epoca sita tra i corsi Galileo Ferraris e Duca degli Abruzzi, tranne nel biennio 1905-1906 durante il quale il terreno di casa fu il motovelodromo Umberto I. Dal 1909 al 1922 l'impianto utilizzato fu quello di Corso Sebastopoli, e da qui al 1933 quello di Corso Marsiglia che fu teatro della conquista di quattro campionati, tre dei quali consecutivi.
Dal 1933 al 1990 il club ha disputato i suoi incontri interni allo stadio Comunale nella zona di Santa Rita. Nato col nome di Municipale "Benito Mussolini" per dotare la città di un impianto che potesse ospitare le gare del campionato del mondo 1934, ribattezzato dopo la seconda guerra mondiale dapprima in Comunale e in seguito Comunale "Vittorio Pozzo", esso ospitò 890 incontri di campionato della Juventus; dopo la definitiva dismissione dello stadio Filadelfia, il Comunale fu condiviso dal 1963 con i concittadini del Torino. Il Comunale fu utilizzato fino al 1990, anno in cui le due compagini cittadine si trasferirono allo stadio delle Alpi, costruito nel quartiere di Vallette in occasione del campionato del mondo 1990, e che fu l'impianto interno dei bianconeri dal 1990 al 2006.

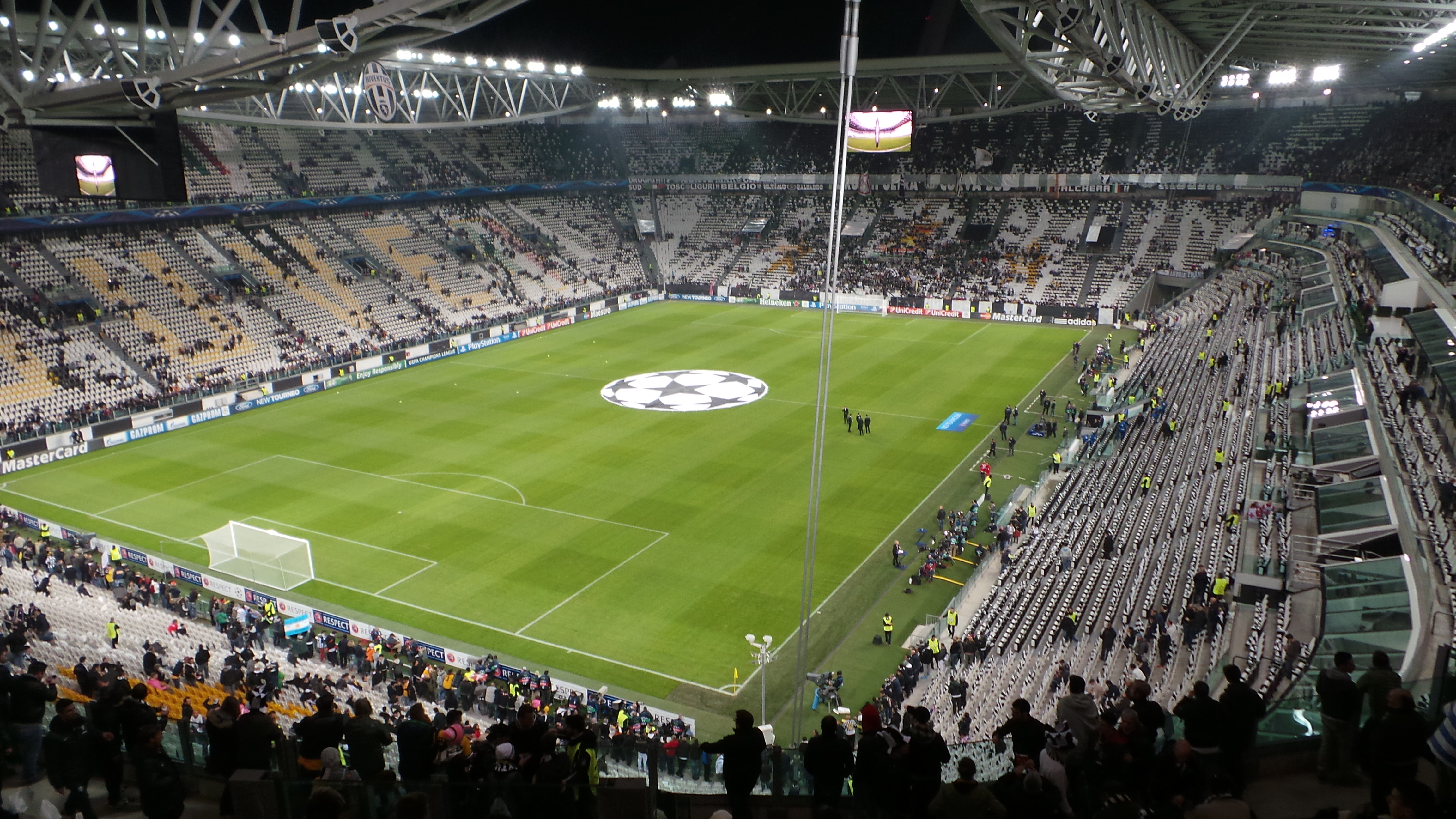
Lo Juventus Stadium, impianto casalingo dal 2011

Nel 2002 la giunta cittadina concesse alla Juventus lo sfruttamento dell'area del Delle Alpi per novantanove anni, sicché nel 2008 si decise la costruzione di un nuovo stadio sito nell'area dell'ormai abbandonato impianto. Nel frattempo, dal 2006 al 2011 la squadra ritornò temporaneamente a disputare i suoi incontri interni al Comunale, rinnovato in occasione dei XX Giochi olimpici invernali e ribattezzato Olimpico; come già accaduto nei decenni passati, anche stavolta l'impianto è stato condiviso con il Torino. Dal 2011 il club bianconero gioca le sue partite interne allo Juventus Stadium, costruito sulle ceneri del vecchio Delle Alpi e primo impianto moderno realizzato in Italia nonché di proprietà di una società calcistica, concepito prettamente per la disciplina.

### Centro di allenamento

Da sinistra: Morini, Salvadore e il tecnico Vycpálek nel 1972 al Campo Combi, centro di allenamento della Juventus per oltre cinquant'anni

Nei suoi primi decenni la Juventus non disponeva di strutture ad hoc per le sue sedute di allenamento, sfruttando gli stessi campi amatoriali nei quali si svolgevano le prime sfide calcistiche della sua storia: la piazza d'armi cittadina e il Velodromo Umberto I nel quartiere Crocetta, con l'eccezione della patinoire al Parco del Valentino; prima dello scoppio della Grande Guerra la società usufruì fugacemente anche di quello che era il maggiore impianto polisportivo della Torino del tempo, lo Stadium.
Nel periodo interbellico i bianconeri svolgevano gli allenamenti nelle loro sedi di gara casalinghe, dapprima al Campo Juventus e poi dal 1933 allo stadio Mussolini; ciò fino al 1943 quando venne inaugurato il primo centro d'allenamento del club, il Campo Combi nel quartiere Santa Rita, a pochi passi dallo stadio Mussolini, dove la squadra rimase per il successivo mezzo secolo.
Nel 1990 la Juventus abbandonò il Combi per le strutture Sisport a Orbassano, dove si allenò per un quadriennio prima di fare ritorno a Santa Rita, stavolta allo stadio Comunale nel frattempo dismesso dall'attività agonistica. I bianconeri lasciarono definitivamente il quartiere nel 2003, per via della riqualificazione dello stesso in vista dei XX Giochi olimpici invernali.
Inizialmente la squadra migrò a poca distanza nel centro Sisport di via Guala, dove rimase fino al 2006 quando venne inaugurato lo Juventus Center di Vinovo, sede di allenamento per i successivi dodici anni. Dal 2018 la prima squadra maschile si allena presso il nuovo Juventus Training Center, sito all'interno del complesso J-Village nella zona della Continassa.

## Società
Il club venne fondato nell'autunno del 1897 come associazione con il nome "Sport-Club Juventus", cambiando dopo quattro anni la denominazione in "Foot-Ball Club Juventus"; nel 1936, in funzione dell'italianizzazione imposta dal regime fascista, perse la ragione sociale di «Foot-Ball Club» mantenendo solamente il nome "Juventus" al quale, nel 1944, si aggiungerà per una sola stagione l'associazione all'azienda Cisitalia divenendo quindi "Juventus Cisitalia"; nel 1945, per rebranding, il club assunse la denominazione definitiva di "Juventus Football Club" e, nell'agosto 1949, l'associazione divenne una società a responsabilità limitata essendo guidata da allora da un consiglio di amministrazione; dal 27 giugno 1967 il sodalizio si è infine trasformato in una società per azioni mantenendo la stessa ragione sociale.
La società, avente sede legale in via Druento, 175 a Torino e iscritta alla Camera di Commercio della stessa città, risulta avere, al 2024, 551 dipendenti e un capitale sociale di 200 000 000 di euro suddiviso in 2 527 478 770 azioni ordinarie senza valore nominale.
Il club è controllato dalla famiglia italiana Agnelli dal 23 luglio 1923, con una sola pausa avvenuta tra il 1935 e il 1947, cosa che rappresenta un unicum nella storia del sport italiano e del calcio internazionale; comunque, almeno un membro della famiglia ha ricoperto cariche dirigenziali all'interno del club ininterrottamente sin dal 1939. Questo controllo è esercitato, dal 1º marzo 2009, tramite la holding finanziaria olandese Exor N.V., proprietaria del club bianconero con il 63,77% del capitale e, a sua volta, appartenente al 52,99% alla società italiana di diritto olandese Giovanni Agnelli B.V., le cui azioni sono detenute da circa cento membri della famiglia includendo quelli appartenenti ai rami Elkann e Nasi. Il rimanente capitale azionario del 36,23% è detenuto dall'azienda britannica Lindsell Train Investment Trust Ltd. (al 9,70%) e da azionisti diffusi attraverso l'"Associazione Piccoli Azionisti della Juventus Football Club", fondata nel 2010 e costituita da oltre 40 000 membri, includendo finanziatori quali: Southeastern Asset Management Inc. (al 2,50%), il Fondo Pensione FedEx (allo 0,52%), Asset Management Exchange CCF (allo 0,43%), BlackRock Fund Advisors, il Fondo Monetario Internazionale, il City of New York Group Trust, il fondo pensione di Abu Dhabi, la Banca Centrale Europea, il Norges Bank Investment Management (principale fondo sovrano al mondo) e altri.
Terza società calcistica in Italia, dopo Lazio e Roma, a essere quotata in Borsa, dal 3 dicembre 2001 al 19 settembre 2011 la Juventus fu listata nel segmento STAR. Dall'ottobre 2016 al dicembre 2018, e nuovamente dal marzo 2020, il titolo è presente nell'indice FTSE Italia Mid Cap del mercato telematico azionario; tra il dicembre 2018 e il marzo 2020 era stato invece quotato nell'indice FTSE MIB.
Quella bianconera è inoltre la società capogruppo del "Gruppo Juventus Football Club" che possiede una quota nelle seguenti collegate: J-Medical s.r.l. (al 50%), che si occupa del centro medico posto nel settore est dello Juventus Stadium; Tobeez F&B Italia s.r.l. (al 40%), che si occupa di ristorazione nell'ambito delle attività del J-Village e del Comparto est dello Juventus Stadium; WeArena Torino s.r.l. (al 20%), che dovrebbe creare un'arena dedicata agli eSport al J-Village; European Super League Company S.L. (al 31 dicembre 2022 al 9,10%), società spagnola che si occupa del progetto "Superlega europea"; oltre alla Plan B S.r.l. Società Benefit (al 16,5%), società in liquidazione che si occupa di commercio all'ingrosso di abbigliamento e accessori nonché di articoli sportivi.
Al 2025, in base a quanto emerge dal Deloitte Football Money League, rapporto stilato annualmente fin dal 1997 dalla società di revisione e consulenza aziendale statunitense Deloitte Touche Tohmatsu, la Juventus risulta essere il terzo club italiano e sedicesimo a livello mondiale in termini di fatturato per ricavi operativi (355,7 milioni di euro); rilevata sempre tra i primi trenta club mondiali in tutte le ventotto stagioni (nelle quali è stata la prima società italiana in venti occasioni), nel 2002 raggiunse la seconda posizione assoluta, la più alta mai toccata da un club del Paese, collocazione che conservò per i due anni seguenti mentre il valore di fatturato per ricavi più alto è stato segnato nella rilevazione del 2020 (459,7 milioni di euro).
Anche in termini di valore della società, il club è valutato sempre al primo posto in Italia e all'undicesimo posto in ambito internazionale: nella classifica 2024 stilata dalla rivista statunitense Forbes le viene attribuito un valore di 1 980 milioni di dollari (nel maggio 2016 divenne la prima società calcistica nel Paese a superare la soglia del miliardo di euro di valore e nel 2022 ebbe la sua valutazione più alta, pari a 2 450 milioni di dollari); nella classifica 2024 di un'altra rivista americana, Sportico del gruppo Bloomberg, il valore è invece pari a 1 770 milioni di dollari, che porta i bianconeri il 98º posto mondiale tra club e franchigie di tutti gli sport.
Infine, le stesse posizioni in ambito nazionale ed internazionale sono attribuite anche al brand Juventus, secondo il prospetto stilato annualmente dal 2010 dalla società di consulenza globale per la valutazione dei marchi, l'inglese Brand Finance, che nel 2023 lo valuta in 631 milioni di euro e un rating AAA-. Tutto ciò ne fece complessivamente, nel 2015, la seconda società sportiva per patrimonio di marca in Italia, dopo la Scuderia Ferrari.
Il club è stato membro fondatore e ordinario dell'European Club Association (ECA), organismo privato che rappresenta le società calcistiche a livello europeo e riconosciuto dall'UEFA, sorto nel 2008 in sostituzione della G-14, organizzazione non riconosciuta dalla confederazione europea, oltreché del Forum dei club europei, unità operativa della stessa UEFA, di cui la Juventus era, per entrambe, fondatrice nonché socio permanente; la società è uscita dall'associazione il 19 aprile 2021, in seguito al progetto di Superlega calcistica europea, assieme al Barcellona e al Real Madrid.

### Organigramma societario
Il governo societario della Juventus Football Club S.p.A., al 2023, prevede un sistema di amministrazione tradizionale con una ripartizione di competenze tra l'assemblea degli azionisti, il consiglio di amministrazione (CdA) e il collegio sindacale. Il CdA, rinnovato interamente il 18 gennaio 2023, è composto da cinque membri, nominati dall'assemblea degli azionisti e tutti indicati dalla famiglia Agnelli tramite la società controllante Exor N.V. (avente il 63,77% del capitale azionario e il 77,84% del diritto di voto); Gianluca Ferrero ricopre la carica di presidente del consiglio di amministrazione, assunta nel 2023 con la nuova nomina, mentre Maurizio Scanavino è l'amministratore delegato, anch'egli di nuova nomina. Il collegio sindacale, rinnovato nel 2021, è composto da tre membri sempre indicati da Exor, dei quali Roberto Spada assume il ruolo di presidente. La società di revisione, scelta anch'essa dagli azionisti, nel 2020, quale organo esterno di riesame dei conti, è l'azienda britannica Deloitte & Touche.
Organigramma aggiornato al 13 giugno 2025.
Consiglio di amministrazione
- Gianluca Ferrero - Chairman
- Maurizio Scanavino - Chief Executive Officer
- Laura Cappiello - Amministratore indipendente
- Fioranna Vittoria Negri - Amministratore indipendente
- Diego Pistone - Amministratore indipendente

Collegio sindacale
- Roberto Spada - Presidente
- Maria Luisa Mosconi - Sindaco effettivo
- Roberto Petrignani - Sindaco effettivo

Leadership Team
- Greta Bodino - Chief People, Culture & Sustainability Officer
- Stefano Cerrato - Managing Director Corporate & Finance
- Roberta Ponte - Chief Legal Officer

### Impegno nel sociale

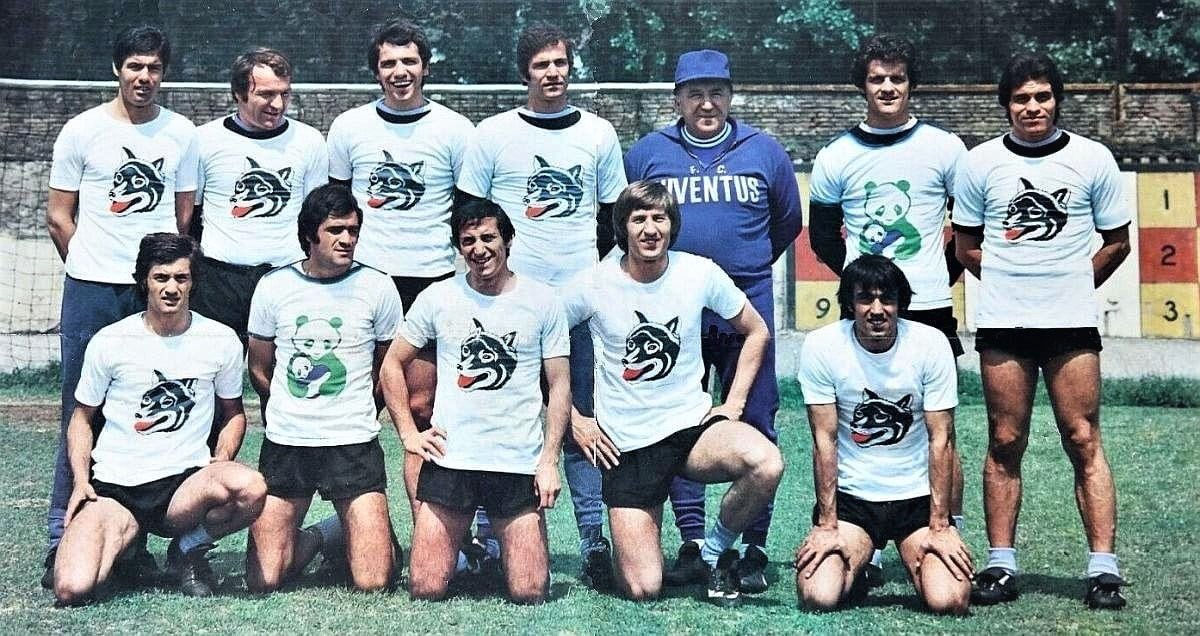
La Juventus neocampione d'Italia 1972-1973 testimonial del WWF

La Juventus è impegnata nel campo sociale e umanitario. Una delle prime attività in questo senso risale al 1973, quando la squadra fu tra i testimonial di una campagna ecologica promossa congiuntamente dalla rivista italiana Grazia e dal WWF a salvaguardia dei lupi. Sempre per quanto concerne la sostenibilità ambientale, nel 2020 quella torinese è stata la prima società calcistica italiana firmataria dello Sports for Climate Action Framework della Convenzione quadro delle Nazioni Unite sui cambiamenti climatici, volto al raggiungimento degli obiettivi dell'accordo di Parigi; dallo stesso anno collabora con l'ente benefico One Tree Planted sul fronte del rimboschimento.
Nel 2000 il club intraprese il progetto Un sogno per il Gaslini allo scopo di dotare l'istituto Giannina Gaslini di Genova di una dépendance (l'ex abbazia di San Gerolamo di Quarto) da adibire a luogo di studio e svago per i bambini degenti. La raccolta fondi juventina si articolò in donazioni e iniziative di beneficenza, come la partecipazione della squadra in veste di ospite al Festival di Sanremo 2003 e al programma televisivo Juventus, una squadra per amico, oltre a libri e a un album musicale, Il mio canto libero, che sempre nel 2003 ottenne il disco di platino.
Nel 2009 la società bianconera promosse due iniziative per la lotta antirazzista e l'integrazione socio-culturale, Un calcio al razzismo e Gioca con me, poi incluse nel 2013 dall'UNESCO nei programmi della Giornata mondiale dei diritti umani, e presentate nel 2014 al NGO UNESCO Liaison Committee a Parigi. Nel maggio di quell'anno, sempre in collaborazione con l'UNESCO, finanziò il progetto di ricerca Colour? What Colour? inerente discriminazione e razzismo nel mondo del calcio, presentato dall'Organizzazione delle Nazioni Unite (ONU) a Parigi nel novembre 2015. Similmente, nella prima metà degli anni 2020 la Juventus ha promosso ulteriori iniziative contro l'omofobia e a favore dell'inclusività, che hanno ottenuto riconoscimento presso l'Arcigay.
Tra i programmi sociali intrapresi dagli anni 2010 in poi figurano Fatti e Progetti per i Giovani, orientato al miglioramento della qualità di vita e a favorire l'accesso all'istruzione a giovani extracomunitari. Con l'azienda ospedaliera Regina Margherita-Sant'Anna di Torino, partecipa al progetto Crescere insieme al Sant'Anna volto alla ristrutturazione del reparto di neonatologia del Sant'Anna, e sostiene la Fondazione Piemontese per la Ricerca sul Cancro. Tra gli altri progetti comunitari ci sono un centro di accoglienza intitolato a Edoardo Agnelli, in collaborazione con l'Associazione Gruppi di Volontariato Vincenziano, che accoglie madri in condizioni disagiate, e l'ampliamento e riqualificazione dell'hub educativo Punto Luce nel quartiere torinese Lucento-Vallette, nell'ambito di un partenariato con Save the Children (STC). Allo stesso logo STC viene data visibilità sulle maglie juventine nella stagione 2024-2025.
A livello sportivo, dal 2017 il club partecipa con il progetto Juventus One (noto fino al 2024 come Juventus for Special) al campionato di calcio a 7 "Quarta Categoria", promosso da CSI e FIGC all'interno della Divisione calcio paralimpico e sperimentale, e riservato a persone con disabilità cognitivo-relazionali.
Nel marzo 2022, a seguito dell'invasione russa dell'Ucraina, la Juventus, rispondendo a un appello umanitario lanciato dalla Federazione calcistica dell'Ucraina, ha organizzato, fornendo mezzi e personale, il trasferimento a Torino di 80 profughi, perlopiù bambini e ragazzi delle scuole calcio locali, evacuati dalle zone di guerra di Kiev e Charkiv.

### Settore giovanile

La squadra giovanile della Juventus vincitrice nel 1994 del Campionato Primavera, trascinata da un ventenne Alessandro Del Piero (a destra), futura bandiera della prima squadra per i successivi due decenni

Il settore giovanile della Juventus è composto da 17 squadre maschili che competono a livello nazionale e internazionale nei vari tornei di categoria. A queste, dall'annata 2018-2019 si aggiunge una seconda squadra under 23, la Juventus Next Gen, iscritta al campionato di Serie C e che, con la vittoria della Coppa Italia Serie C al suo secondo anno di attività, è diventata la prima squadra B nella storia del calcio italiano a vincere un trofeo nazionale.
Per quanto concerne l'attività di base, e analogamente a club di altri Paesi, la Juventus ha istituito scuole calcio sotto forma di club-satellite, e Summer Camps riservati agli adolescenti in Italia e in Inghilterra. Porta inoltre avanti progetti come Juventus University, la prima università calcistica al mondo, Juventus National Academy (JNA), volto alla creazione di una rete di scuole calcio preadolescenziali dislocate sul territorio nazionale, e il programma Juventus Soccer Schools International (JSS) attraverso la gestione di scuole calcio in 18 Paesi. Lo Juventus Academy, istituito nel 2014, è l'insieme di progetti societari – tra essi i citati JNA e JSS – dedicati al coinvolgimento dei giovani atleti nell'attività sportiva e nella formazione educativa, aumentando la sua presenza in altri 32 Paesi a tutto il 2020. Per quanto riguarda invece la valorizzazione di elementi cresciuti nelle giovanili bianconere e prossimi al passaggio nel professionismo, oltreché intessere una rete di contatti con società estere circa il prestito o lo scambio di giovani calciatori, dal 2013 è attivo il progetto CLUB15 che vede la Juventus collaborare con oltre una ventina di squadre a livello internazionale.

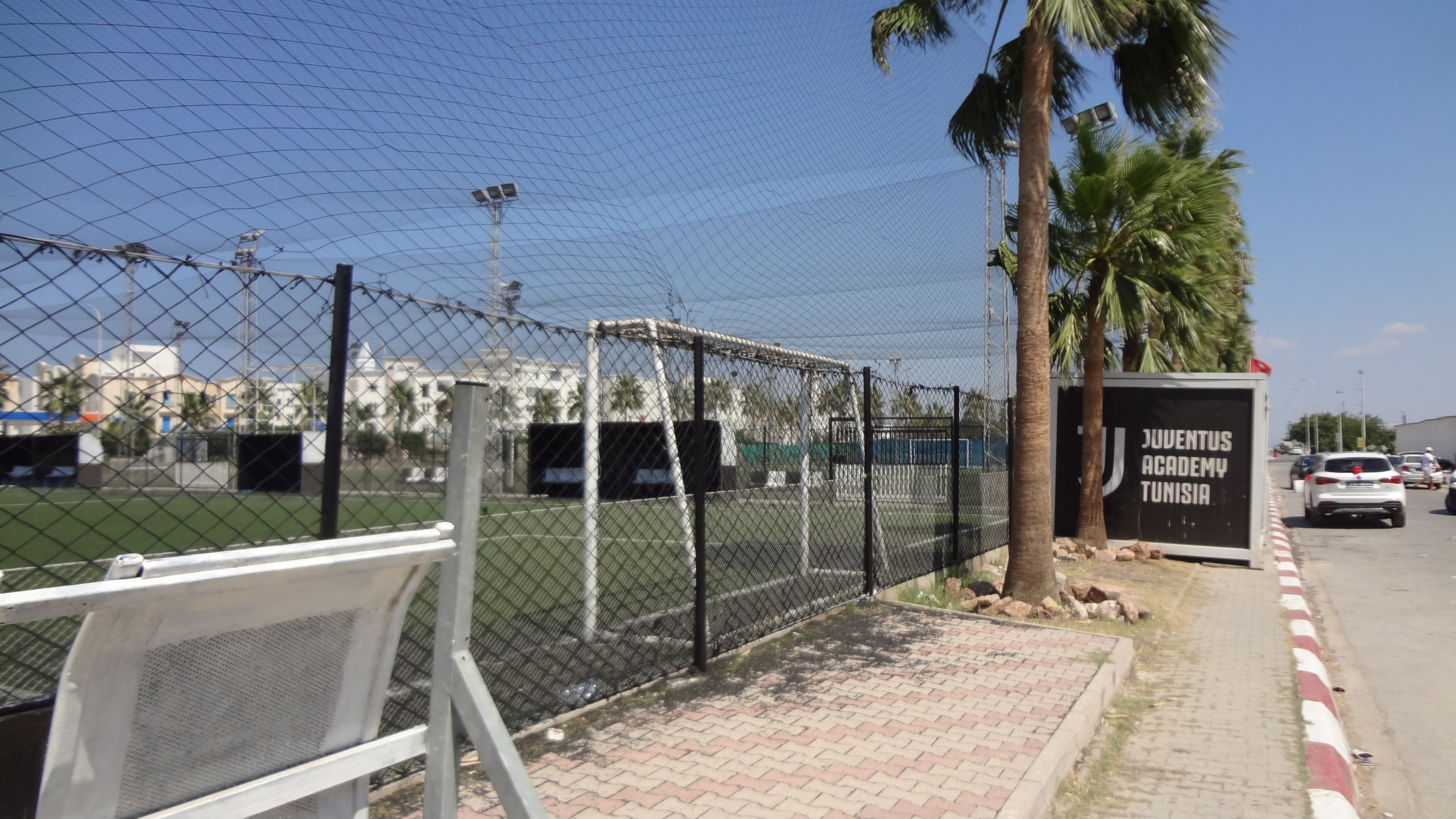
Una veduta esterna dei campi di gioco della Juventus Academy de La Goulette, Tunisia (2022)

Tutte le attività delle squadre del settore giovanile si svolgono, dal 2006, al JTC Vinovo.
Storicamente la Juventus gode di una rete di osservatori giovanili sia su tutto il territorio nazionale sia all'estero. Tra coloro i quali hanno iniziato a militare in giovane età nei piemontesi, nella prima parte del XX secolo si segnalano Carlo Bigatto, i campioni del mondo Gianpiero Combi e, questi anche olimpico, Pietro Rava, Carlo Parola, Giovanni Viola e soprattutto Giampiero Boniperti, da sempre legato ai colori bianconeri, dalle giovanili ai successivi incarichi dirigenziali.
Nella seconda metà del Novecento, tra i calciatori di prestigio cresciuti nel vivaio bianconero ci sono due bandiere del club quali Giuseppe Furino e Roberto Bettega oltre a elementi quali Franco Causio e il Pallone d'oro 1982 Paolo Rossi. All'inizio del III millennio dal settore giovanile juventino si è messo in evidenza il torinese Claudio Marchisio, entrato nella società bianconera da bambino fino a diventare protagonista in prima squadra.

## Diffusione nella cultura di massa

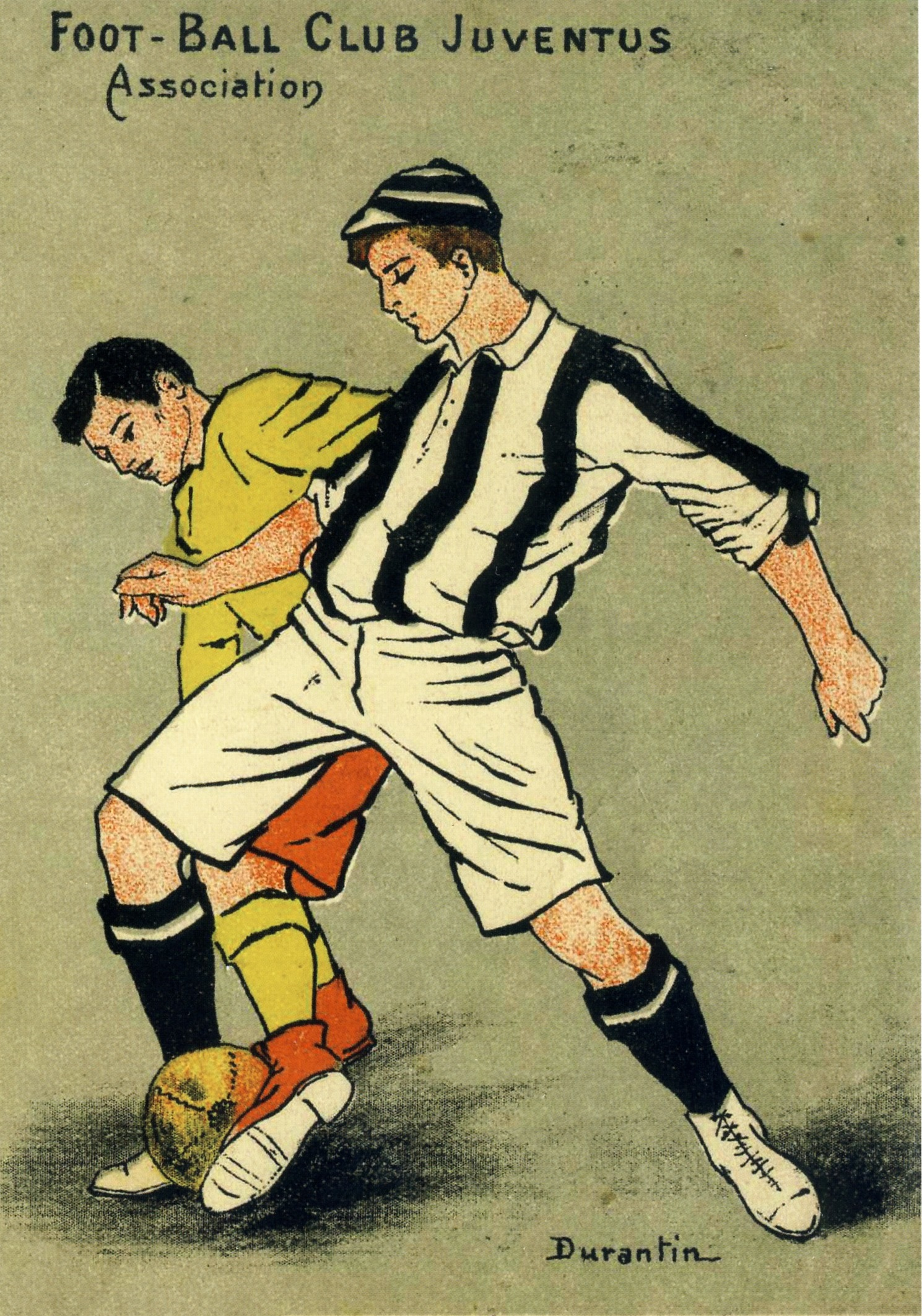
Foot-Ball Club Juventus Association di Durantin, 1903

Nel corso degli anni la Juventus, oltre a imporsi come realtà sportiva nazionale e internazionale, ha acquisito un posto di rilievo in ambito socioculturale. A riprova, diversi studiosi ritengono che la sua storia societaria s'intreccia strettamente con quella di Torino e d'Italia; ciò in virtù di un insieme di fattori quali il legame che dal 1923 unisce la squadra alla dinastia industriale Agnelli – e che ha dato origine al sodalizio imprenditoriale più antico e duraturo dello sport italiano –, che da allora ha permesso al club di essere gestito da imprenditori provenienti dalla regione settentrionale della Penisola, pur rimanendo estremamente popolare tra le classi lavoratrici a livello nazionale che generalmente erano di origini meridionali in parziale conseguenza della diffusione delle fabbriche della casa automobilistica FIAT; le numerose vittorie ottenute dalla squadra in ambito federale e confederale sono spesso coincise temporalmente con i principali successi ottenuti dalla squadra nazionale, della quale la Juventus è la principale fornitrice, facendone uno dei club italiani più rappresentativi e suscitando, di riflesso, molteplici e forti sentimenti ambivalenti in altre società e nei relativi tifosi in ragione della diffusione su scala globale della propria tifoseria e a diverse rivendicazioni anticampanilistiche.
Tra le prime squadre sportive le cui partite sono state trasmesse in diretta radiofonica e televisiva in Italia, il prestigio sportivo internazionale raggiunto ha permesso alla società torinese d'influire, seppur indirettamente, nella fondazione e/o nell'identità visiva di numerose squadre sportive in giro per il mondo, legate in parte all'emigrazione italiana, divenendo contemporaneamente uno strumento d'italianità; mentre il consenso che suscitava come riflesso dell'identità sabauda-industriale della città di Torino, l'avrebbe convertita in uno degli elementi che rappresentano universalmente la propria metropoli e regione d'origine.

## Allenatori e presidenti

### Allenatori

Giovanni Trapattoni, con 14 trofei in 13 stagioni, è il tecnico più vincente nella storia della Juventus

Sono 51 gli allenatori ad avere avuto a tutt'oggi la conduzione tecnica della Juventus.
Il primo allenatore della storia bianconera fu l'ungherese Jenő Károly, scelto dal presidente Edoardo Agnelli nel 1923 al fine di introdurre innovazioni dal punto di vista tattico e strategico nel gioco della squadra. Károly allenò la squadra per 70 incontri fino alla morte, avvenuta nel 1926.
A vantare il mandato tecnico più lungo è tuttora Giovanni Trapattoni, rimasto alla guida della squadra per 13 stagioni di cui 10 consecutive, dal 1976-1977 al 1985-1986 e poi dal 1991-1992 al 1993-1994. Sia il numero di annate consecutive sia quello totale sono un primato per i tecnici di club italiani, ma Trapattoni vanta anche il record complessivo di panchine (596) e di trofei vinti con il club (14, primato tra gli allenatori italiani).
Da menzionare inoltre Massimiliano Allegri, tecnico nel vittorioso ciclo degli anni 2010, l'unico nella storia del calcio italiano ad avere vinto 5 campionati consecutivi in panchina, e Carlo Carcano, deus ex machina della squadra del Quinquennio d'oro nella prima metà degli anni 30.

### Presidenti

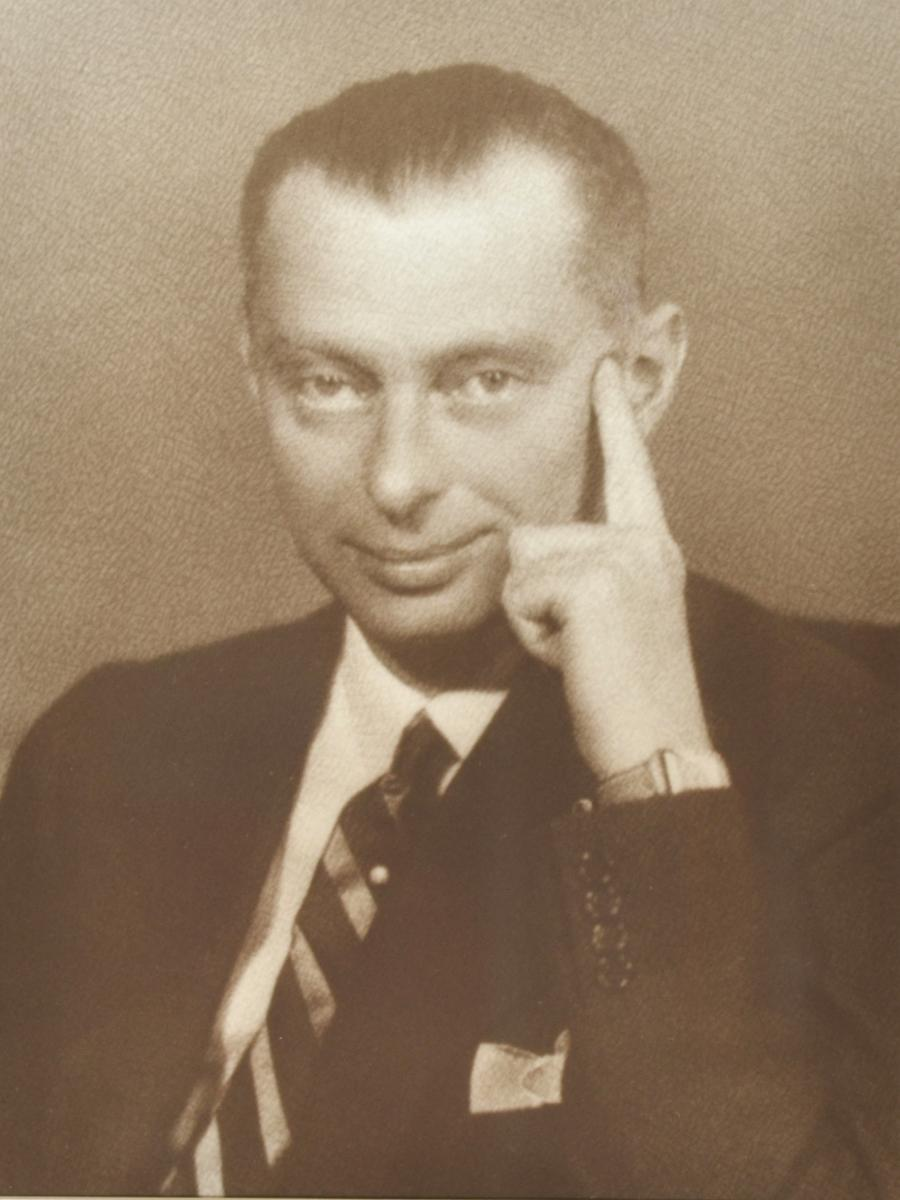
Edoardo Agnelli, primo esponente della famiglia torinese a legare il suo nome al club; il suo mandato, dal 1923 al 1935, culminò nel Quinquennio d'oro

In più di 120 anni di storia societaria alla guida della Juventus si sono avvicendati 27 presidenti e 4 comitati di gestione.
Il primo presidente della società fu Eugenio Canfari, uno dei soci fondatori. Il periodo più lungo in carica è appannaggio dell'ex calciatore Giampiero Boniperti, alla guida della Juventus per 19 anni dal 1971 al 1990; Boniperti, al pari del suo successore, l'avvocato Vittorio Caissotti di Chiusano, presidente dal 1990 al 2003, vanta il palmarès internazionale più prestigioso nella storia bianconera con la vittoria di tutte le competizioni UEFA per club all'epoca vigenti. L'imprenditore Andrea Agnelli, in carica dal 2010 al 2023, vanta altresì il palmarès più numeroso della storia juventina con 19 trofei nazionali.
L'imprenditore Umberto Agnelli, padre del succitato Andrea, era divenuto presidente ventunenne nel 1956 e rimane il più giovane ad avere ricoperto tale carica. Da citare anche le presidenze dello svizzero Alfred Dick e del francese Jean-Claude Blanc, gli unici non italiani ad assumere la massima carica del club; in particolare, Dick fu il presidente del primo scudetto bianconero (1905).

## Calciatori
In più di 120 anni di storia hanno vestito la maglia della Juventus oltre 700 calciatori, in gran parte italiani, alcuni dei quali hanno anche militato nella nazionale italiana.
Tra i giocatori italiani di rilievo che hanno indossato il bianconero figurano Carlo Bigatto, il primo giocatore-simbolo del club, Giampiero Boniperti, riconosciuto come il calciatore più rappresentativo nella storia della società, Carlo Parola – autore della più famosa rovesciata del calcio italiano –, e plurivittoriosi elementi quali lo UEFA Golden Player italiano Dino Zoff, il Pallone d'oro 1982 Paolo Rossi, Gaetano Scirea, Sergio Brio, Antonio Cabrini e Stefano Tacconi – questi ultimi, quattro dei cinque soli calciatori ad aver vinto tutte le competizioni confederali per club –, il Pallone d'oro 1993 Roberto Baggio, Alessandro Del Piero, giocatore-simbolo della squadra a cavallo di II e III millennio, e Gianluigi Buffon, pluripresente in maglia azzurra.

Il francese Michel Platini, vincitore in bianconero per tre anni consecutivi del Pallone d'oro di France Football

Tra i giocatori non italiani ad aver difeso i colori della Juventus, si segnalano negli anni 50 e 60 l'argentino Omar Sívori, il quale da oriundo fu il primo Pallone d'oro bianconero nel 1961, e il gallese John Charles, i quali insieme a Boniperti formarono un trio d'attacco tra i più prolifici nella storia del club e del calcio italiano; tra gli anni 60 e 70 ci fu il tedesco Helmut Haller, mentre dagli anni 80 in avanti figurarono i francesi Michel Platini, tre volte consecutive Pallone d'oro durante gli anni a Torino, e Zinédine Zidane, Pallone d'oro 1998, oltre al ceco Pavel Nedvěd, primo straniero per numero di presenze in competizioni ufficiali con la maglia bianconera nonché Pallone d'oro 2003, e al franco-argentino David Trezeguet, miglior marcatore straniero della storia juventina.

### Contributo alle nazionali di calcio
All'8 novembre 2024 la Juventus è il club che ha fornito il maggior numero di giocatori alla nazionale italiana: a tale data infatti 152 elementi hanno ricevuto una convocazione in maglia azzurra durante la loro militanza juventina (a fronte dei 119 dell'Inter e dei 111 del Milan).
Sono 22 in totale i giocatori della Juventus militanti nelle selezioni nazionali italiane campioni del mondo: nove nel 1934 (Bertolini, Borel II, Caligaris, Combi, Ferrari, Monti, Orsi, Rosetta e Varglien I), due nel 1938 (Foni e Rava), sei nel 1982 (Zoff, Gentile, Cabrini, Scirea, Tardelli e Rossi) e cinque nel 2006 (Buffon, Cannavaro, Camoranesi, Zambrotta e Del Piero). Sono invece 7 i calciatori bianconeri laureatisi campioni d'Europa con la nazionale – più di ogni altra squadra italiana –: tre nell'edizione di Italia 1968 (Bercellino, Castano e Salvadore) e quattro in quella di Europa 2020 (Bernardeschi, Bonucci, Chiellini e Chiesa).

La nazionale italiana all'esordio al : vi figurano 8 giocatori all'epoca militanti nella Juventus

I maggiori contributi della Juventus alla nazionale risalgono alla Coppa Internazionale 1933-1935 (torneo predecessore del campionato europeo di calcio), e al campionato del mondo 1978, quando in entrambi i casi gli azzurri ricorsero a ben 9 juventini tra gli 11 titolari: in Coppa Internazionale, l'Italia che affrontò l'Ungheria il 20 ottobre 1933 schierò Bertolini, Borel II, Caligaris, Cesarini, Combi, Ferrari, Monti, Orsi e Rosetta, mentre al mondiale 1978, nella prima fase contro i padroni di casa dell'Argentina e nella seconda fase contro i Paesi Bassi, gli azzurri si affidarono a Benetti, Bettega, Cabrini, Causio, Cuccureddu, Gentile, Scirea, Tardelli e Zoff – il che costituisce un primato nazionale in competizioni ufficiali.
La Juventus, con 27 elementi, guida la particolare classifica dei club che vantano giocatori campioni del mondo con la propria nazionale: ai succitati 22 italiani vanno infatti aggiunti tre francesi, ovvero Didier Deschamps e Zinédine Zidane nell'edizione di Francia 1998, e Blaise Matuidi in quella di Russia 2018, e due argentini, Ángel Di María e Leandro Paredes nell'edizione di Qatar 2022. Quanto al campionato d'Europa, oltre ai sopracitati 7 italiani, altri tre giocatori bianconeri hanno vinto il torneo: lo spagnolo Luis del Sol (Spagna 1964), e i francesi Michel Platini (Francia 1984) e Zidane (Belgio-Paesi Bassi 2000).
In occasione della finale del campionato mondiale di calcio 2006 la Juventus stabilì un ulteriore primato internazionale in quanto, oltre ai succitati 5 nazionali italiani, scesero in campo 3 bianconeri con la maglia francese: Lilian Thuram, Patrick Vieira e David Trezeguet, per un totale di 8 tesserati di uno stesso club sul terreno di gioco, eguagliando così il primato stabilito nella finale di 72 anni prima dai cecoslovacchi dello Slavia Praga.

## Palmarès

### Competizioni nazionali

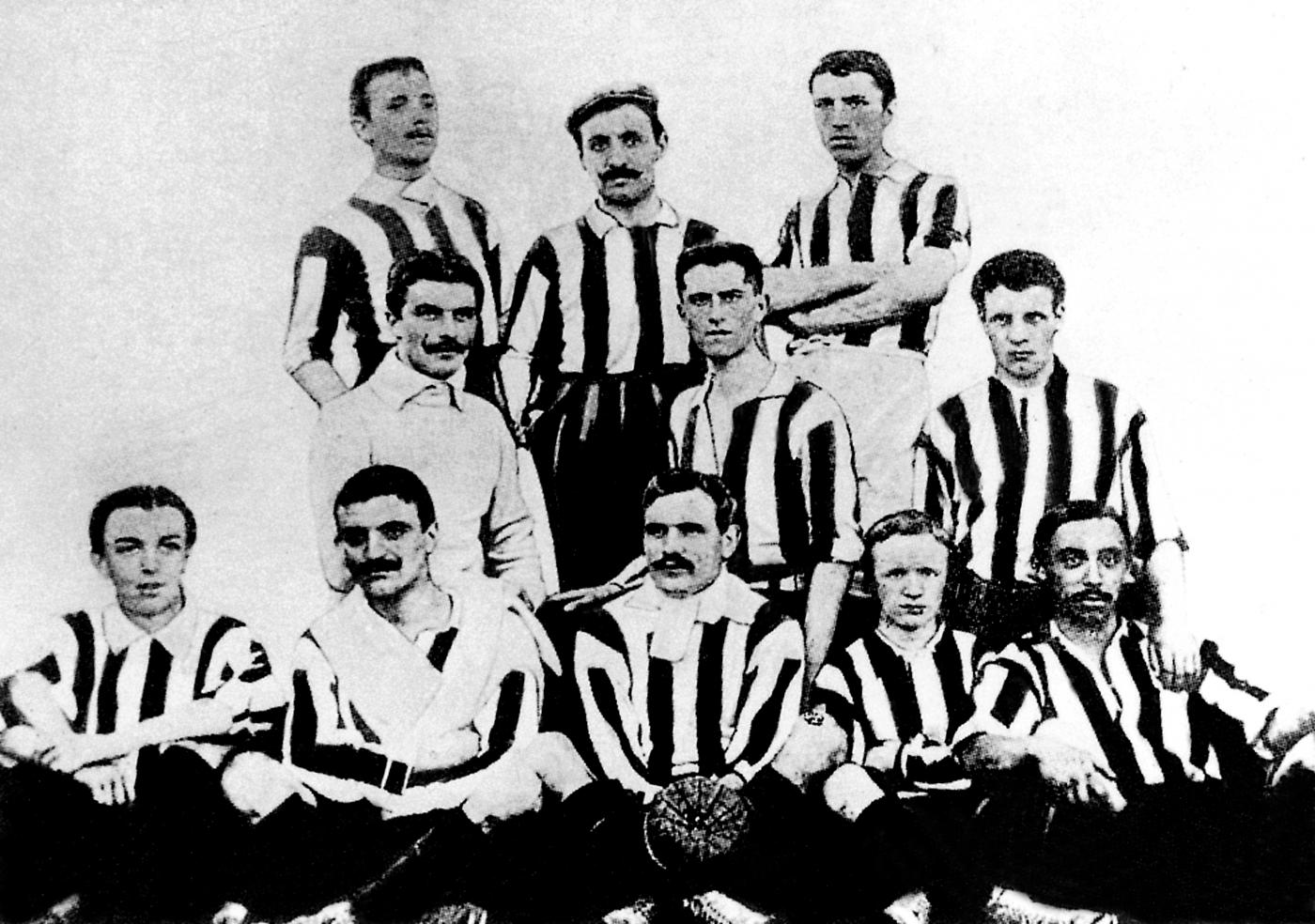
La squadra del 1905 per la prima volta campione d'Italia dopo la vittoria nel torneo di Prima Categoria

- Campionato italiano: 36  (record)

1905; 1925-1926; 1930-1931; 1931-1932; 1932-1933; 1933-1934; 1934-1935; 1949-1950; 1951-1952; 1957-1958 
1959-1960; 1960-1961; 1966-1967; 1971-1972; 1972-1973; 1974-1975; 1976-1977; 1977-1978; 1980-1981; 1981-1982  
1983-1984; 1985-1986; 1994-1995; 1996-1997; 1997-1998; 2001-2002; 2002-2003; 2011-2012; 2012-2013; 2013-2014   
2014-2015; 2015-2016; 2016-2017; 2017-2018; 2018-2019; 2019-2020
- Coppa Italia: 15  (record)

1937-1938; 1941-1942; 1958-1959; 1959-1960; 1964-1965; 1978-1979; 1982-1983; 1989-1990; 1994-1995; 2014-2015 
2015-2016; 2016-2017; 2017-2018; 2020-2021; 2023-2024
- Supercoppa italiana: 9  (record)

1995; 1997; 2002; 2003; 2012; 2013; 2015; 2018; 2020

### Competizioni internazionali

Giuseppe Furino, tra gli storici capitani bianconeri, con la Coppa UEFA 1976-1977, il primo trofeo confederale vinto dalla Juventus

- Coppa dei Campioni/UEFA Champions League: 2

1984-1985; 1995-1996
- Coppa delle Coppe: 1

1983-1984
- Coppa UEFA: 3  (record italiano condiviso con l'Inter)

1976-1977; 1989-1990; 1992-1993
- Supercoppa UEFA: 2 [40]

1984; 1996
- Coppa Intercontinentale: 2

1985; 1996
- Coppa Intertoto UEFA: 1  (record italiano condiviso con Bologna, Perugia e Udinese)

1999

### Altre competizioni
- Coppa delle Alpi: 1

1963
- Serie B: 1

2006-2007

### Competizioni giovanili
La sezione giovanile della Juventus è una delle più vittoriose della sua categoria sia a livello nazionale, potendo vantare 9 titoli di campione d'Italia, sia internazionale, con più di 100 trofei ufficiali compresi quelli di alcuni tra le competizioni più importanti al mondo nella categoria, come il Torneo di Viareggio vinto per 9 volte (record condiviso con il Milan). Inoltre la squadra fu finalista alla Blue Stars/FIFA Youth Cup nel 1962 e semifinalista alla UEFA Youth League nel 2021-2022.

## Statistiche e record

### Statistiche di squadra

La Juventus della stagione 1976-1977 rimane l'unica squadra italiana ad avere vinto un trofeo internazionale, la Coppa UEFA, con una rosa di soli giocatori nazionali

La Juventus esordì nel campionato italiano l'11 marzo 1900. Quella 2023-2024 è dunque la sua 119ª stagione sportiva; nelle 118 precedenti, ha partecipato a 110 campionati di massima serie (2 di Campionato Federale, 9 di Prima Categoria Nazionale, 5 di Prima Divisione, 4 di Divisione Nazionale e 90 di Serie A propriamente detta) e uno di Serie B (nel 2006-2007), mentre in altre 7 occasioni non superò le eliminatorie del Comitato Regionale Piemontese. Nel corso delle 115 stagioni nei campionati di massima serie la Juventus si è classificata al primo posto in 37 occasioni (record italiano), sebbene il club abbia in realtà vinto 36 titoli di campione d'Italia.
La vittoria in gara ufficiale con il maggior scarto fu un 15-0 in casa del Cento, secondo turno di Coppa Italia 1926-1927; il suddetto primato lo è anche per la competizione, a pari merito con l'incontro tra Alessandria e Bologna (17-2, disputatosi nel medesimo turno della citata edizione del torneo) e quello tra Cittadella e Potenza (15-0 nel primo turno eliminatorio dell'edizione 2015-2016). In campionato il record fu invece un 11-0, realizzato due volte nel torneo 1928-1929 contro Fiorentina e Fiumana, rispettivamente nella 2ª e 6ª giornata. La sconfitta con il maggior scarto fu invece uno 0-8 subìto dal Torino nel campionato di Prima Categoria 1912-1913.
Nell'annata 1976-1977 la Juventus stabilì il primato di punti per campionati italiani a 16 squadre (51). Nella stagione 2011-2012 stabilì il primato d'imbattibilità assoluta in una singola stagione della Serie A (con zero sconfitte in 38 partite), stabilendo anche il record d'imbattibilità nel corso di una singola stagione (42).

La Juventus della stagione 1984-1985, trionfando in Coppa dei Campioni, divenne il primo club nella storia del calcio a vincere le tre competizioni UEFA per club classiche

Tra i numerosi primati ottenuti dalla squadra nel triennio 2014-2016 ci sono il maggior numero di punti in una singola edizione di Serie A (102 nella stagione 2013-2014, anche record nei principali campionati del continente europeo). Nella stagione 2015-2016 ha inanellato il suo primo treble nazionale, unendo a campionato e coppa nazionale anche la Supercoppa di Lega.
In ambito nazionale la squadra ha disputato un record di 22 finali di Coppa Italia (15 vittorie, primato nazionale) e un record di 17 in Supercoppa LNP (9 vittorie, idem).
Il club vanta il record italiano di stagioni disputate nelle competizioni UEFA, che fino all'annata 2022-2023 sono 56 (considerando che nelle stagioni 2009-2010, 2013-2014 e 2022-2023 ha partecipato prima alla fase a gironi di Champions League, e poi a quella a eliminazione diretta di Europa League). Di esse, 35 sono relative a partecipazioni in Coppa dei Campioni/Champions League, 4 in Coppa delle Coppe e 14 complessive in Coppa UEFA/Europa League). Nel computo globale delle competizioni a livello confederale, risulta il primo club italiano e quarto a livello europeo per numero di punti conquistati (588), ed è il club italiano e quarto nel continente con il maggior numero di partite disputate (453), vinte (250), gol realizzati (778), differenza reti (+362) e percentuale di vittorie (55,19%) a tutto il 26 agosto 2022.
I risultati nei tre tornei stagionali permisero al club di occupare il primo posto del ranking UEFA per sette volte dalla sua istituzione nel 1979, corrispondenti ai quinquenni 1982-1986; 1983-1987; 1984-1988; 1987-1991; 1993-1997; 1995-1999 e 1996-2000 – primato italiano e secondo a livello europeo, ex aequo con il Barcellona, dopo il Real Madrid (15).

La Juventus della stagione 1999-2000, trionfando nella Coppa Intertoto UEFA, divenne il primo club nella storia del calcio a vincere tutte le sei competizioni UEFA per club all'epoca vigenti

La squadra bianconera ha disputato un totale di 20 finali in competizioni ufficiali a livello internazionale, decima al mondo nonché sesta in Europa e seconda tra i club italiani in questa graduatoria. Delle 20 finali citate, 9 sono state giocate in Coppa dei Campioni/UEFA Champions League (2 vittorie complessive), una in Coppa delle Coppe (una vittoria), 4 in Coppa UEFA (3 vittorie), una in Coppa Intertoto UEFA (una vittoria), 2 in Supercoppa UEFA (2 vittorie) e 3 in Coppa Intercontinentale (2 vittorie). Il trionfo in Coppa UEFA 1976-1977 fu il primo ottenuto da una squadra italiana, facendo peraltro della Juventus l'unica ad aver vinto una manifestazione internazionale ufficiale con una rosa composta esclusivamente da calciatori provenienti da un solo Paese, oltreché il primo successo nella competizione per un club dell'Europa meridionale.
Sempre in ambito internazionale, fra il dicembre 1985 e l'agosto 1995 nonché fra l'agosto 1999 e il maggio 2022, era stata l'unico club fra quelli vincitori di un titolo mondiale ad aver vinto tutte le competizioni per club maschili organizzate dalla propria confederazione di appartenenza: rispettivamente cinque titoli UEFA su cinque nel 1985, e sei su sei nel 1999. Inoltre, nel maggio 1985 è divenuto il primo club ad essersi aggiudicato tutte le tre principali competizioni dell'UEFA oltreché, a posteriori, il solo ad averlo fatto sotto un'unica gestione tecnica; per tale ragione nel 1988 le fu riconosciuta la speciale Targa UEFA.

### Statistiche individuali

Alessandro Del Piero, primatista di presenze e reti nella storia juventina

Al 20 maggio 2012 il giocatore juventino primatista di presenze in Serie A è Alessandro Del Piero con 478, cui vanno sommate 35 presenze in Serie B, che ne fanno complessivamente il bianconero con il maggior numero di gare nei campionati italiani con 513. Il precedente record fu superato il 6 febbraio 2011 e apparteneva a Giampiero Boniperti, che dal 1946 al 1961 scese in campo 443 volte.
Ancora Del Piero detiene il primato assoluto di presenze ufficiali con la maglia bianconera (705), nonché quello di gol (290, altro record), dei quali 188 in Serie A e 54 nelle competizioni internazionali. Il precedente primato di gol fu superato nel gennaio 2006 e apparteneva al succitato Boniperti con 182.
Il miglior marcatore della Juventus in un campionato a girone unico fu Borel II con 32 gol in 34 gare nel campionato 1933-1934, mentre l'ungherese Ferenc Hirzer detenne in precedenza il primato assoluto di gol segnati in una singola edizione del campionato italiano con 35 in 26 incontri nella Prima Divisione 1925-1926. Infine Omar Sívori detiene insieme a Silvio Piola il record di marcature in una singola partita: 6 gol, segnati all'Inter nella 28ª giornata del campionato 1960-1961.

## Tifoseria

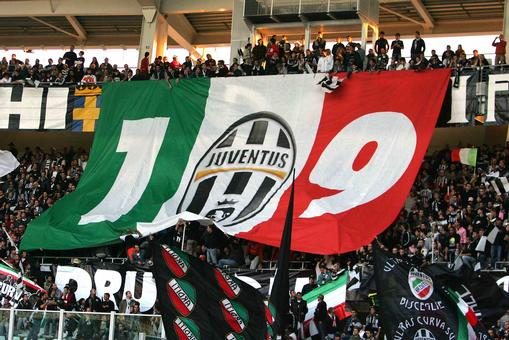
Striscione celebrativo del 109º anniversario della Juventus, stadio Olimpico, 1º novembre 2006

Al 2023, in base a un'indagine condotta da StageUp e Ipsos, la Juventus risulta essere la squadra più tifata d'Italia, potendo contare su un seguito stimato in circa 8 milioni di tifosi; un dato in linea rispetto alle rilevazioni degli anni precedenti. Nello specifico, in base a un'indagine sul tifo calcistico in Italia condotta, sempre nel 2023, da Demos & Pi per conto de la Repubblica, i supporters bianconeri vengono stimati nel 29% del totale.
La società vanta inoltre al 2019, in base a un'analisi pubblicata da Nielsen Sports, 41 milioni di sostenitori in Europa e 423 milioni nel resto del mondo. Numerosi sono anche i fan club sparsi a livello internazionale, in particolare nei Paesi a forte emigrazione italiana.
Il tifo per la Juventus è tradizionalmente eterogeneo dal punto di vista sociologico e geograficamente uniforme in tutto il Paese; è molto marcato anche nel Mezzogiorno d'Italia e nelle isole, il che garantisce un seguito rilevante alla squadra anche durante gli incontri in trasferta. Tale caratteristica di diffusione del tifo fa della Juventus, dal punto di vista sociologico, una vera e propria squadra «nazionale».

### Storia
Il pensiero comune d'inizio XX secolo voleva che il tifo per la Juventus fosse appannaggio delle classi borghesi, laddove quello per la rivale cittadina del Torino traesse linfa dalle classi popolari e proletarie. Qualche decennio dopo, con l'ingresso degli Agnelli nell'amministrazione della Vecchia Signora (1923), il tifo per la squadra si diffuse anche tra gli operai meccanici dell'industria di proprietà della famiglia, la FIAT. Essendo iniziato un fenomeno migratorio – poi divenuto massiccio nel secondo dopoguerra – verso Torino e gli altri grandi poli industriali del Settentrione da parte dei lavoratori meridionali in cerca di impiego, la Juventus già dagli anni 30 divenne il primo club italiano ad avere una tifoseria non più connotata campanilisticamente o al più regionalmente, ma a carattere nazionale.

Tifoseria juventina allo stadio Comunale al termine del campionato 1974-1975

Con il consolidamento dei flussi migratori interni avvenuti tra gli anni 50 e i primi anni 70 la Juventus sembrò rappresentare attraverso i suoi tifosi lo spirito del nuovo lavoratore immigrato piemontese, mentre la tifoseria del Torino rimase legata all'ambiente culturale di marca prettamente torinese e cittadina. In anni più recenti le differenze sociali e culturali fra le due opposte tifoserie si sono sempre più affievolite fino a essere oramai di fatto nulle.

### Gemellaggi e rivalità
In ragione della posizione raggiunta dalla squadra al vertice del calcio nazionale, in maniera pressoché duratura dal «dopoguerra calcistico», della diffusione del suo tifo e anche di diverse rivendicazioni anti-campanilistiche, le rivalità sono molteplici e molto sentite: la tifoseria rivale d'elezione è quella del concittadino Torino. A seguire quella dell'Inter, fin dagli anni 60 e rinfocolata dopo le decisioni giudiziarie riguardanti lo scandalo del calcio italiano del 2006, oltre a quella del Milan, nonostante per lungo tempo le due società abbiano tenuto buoni rapporti sportivo-commerciali con reciproci scambi di giocatori.

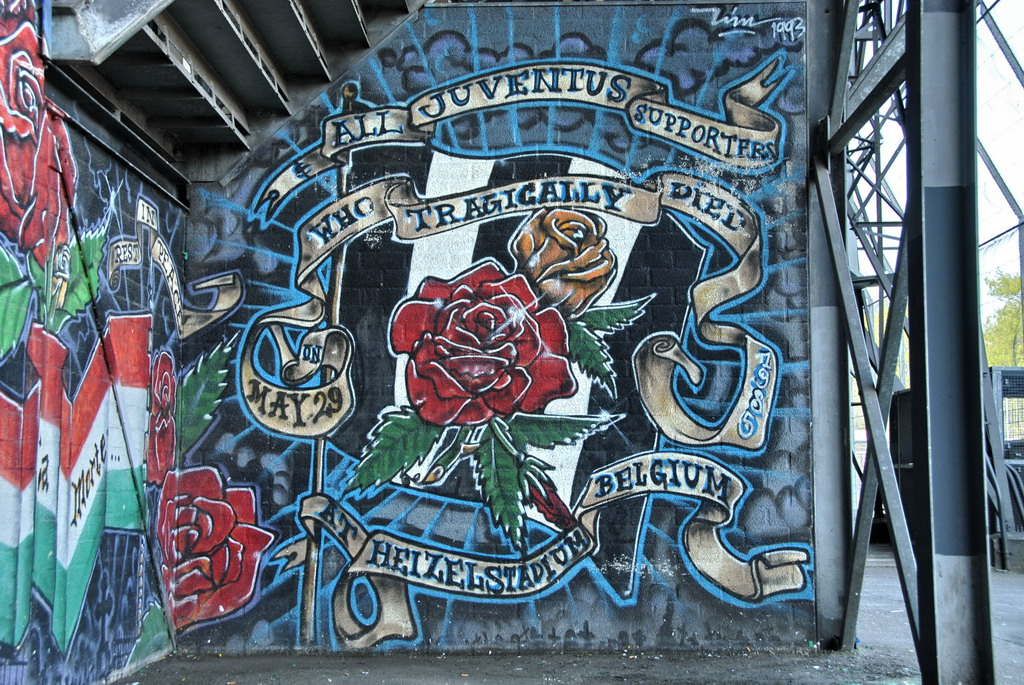
Un murale nel vecchio Zuiderparkstadion dell'Aia dedicato al gemellaggio tra la tifoseria della Juventus e quella dell' nonché in ricordo delle vittime della strage dell'Heysel (2007)

Più recenti e legate all'imporsi alla ribalta negli anni 80 delle loro squadre con conseguente lotta sportiva per la conquista del primato nazionale sono le rivalità con la tifoseria della Fiorentina, legata principalmente alla lotta-scudetto del campionato 1981-1982, e con quella della Roma, che fino alla metà di quel decennio fu la più valida contendente della Juventus al titolo. Non è inoltre da tralasciare l'antagonismo col Napoli, in essere fin dagli anni 50, ma acuitasi all'inizio del III millennio.
In senso opposto, a partire dagli anni 80 vi è un forte legame di amicizia tra la tifoseria juventina e quella dell'Avellino, andato a scemare a fine anni 90 ma poi rinsaldatosi nei primi anni 2010. Fuori dall'Italia esistono saldi gemellaggi con i tifosi organizzati dell'ADO Den Haag dell'Aia e con quelli del Legia Varsavia. Dagli anni 2010 si è inoltre rinforzato il rapporto con i tifosi del Notts County – squadra di Nottingham che vanta legami storici con la Juventus –, così come è nata un'amicizia con i sostenitori dell'Elche.

## Organico

### Rosa 2025-2026
Rosa aggiornata al 20 agosto 2025.
| N. |                        | Ruolo | Calciatore                  |
| -- | ---------------------- | ----- | --------------------------- |
| 1  | Italia (bandiera)      | P     | Mattia Perin                |
| 3  | Brasile (bandiera)     | D     | Bremer                      |
| 4  | Italia (bandiera)      | D     | Federico Gatti              |
| 5  | Italia (bandiera)      | C     | Manuel Locatelli (capitano) |
| 6  | Inghilterra (bandiera) | D     | Lloyd Kelly                 |
| 7  | Portogallo (bandiera)  | A     | Francisco Conceição         |
| 8  | Paesi Bassi (bandiera) | C     | Teun Koopmeiners            |
| 9  | Serbia (bandiera)      | A     | Dušan Vlahović              |
| 10 | Turchia (bandiera)     | A     | Kenan Yıldız                |
| 11 | Argentina (bandiera)   | A     | Nicolás González            |
| 12 | Brasile (bandiera)     | C     | Arthur                      |
| 14 | Polonia (bandiera)     | A     | Arkadiusz Milik             |
| 15 | Francia (bandiera)     | D     | Pierre Kalulu               |
| 16 | Italia (bandiera)      | P     | Michele Di Gregorio         |
| 17 | Montenegro (bandiera)  | C     | Vasilije Adžić              |

| N. |                        | Ruolo | Calciatore       |
| -- | ---------------------- | ----- | ---------------- |
| 18 | Serbia (bandiera)      | C     | Filip Kostić     |
| 19 | Francia (bandiera)     | C     | Khéphren Thuram  |
| 21 | Italia (bandiera)      | C     | Fabio Miretti    |
| 22 | Stati Uniti (bandiera) | C     | Weston McKennie  |
| 23 | Italia (bandiera)      | P     | Carlo Pinsoglio  |
| 24 | Italia (bandiera)      | D     | Daniele Rugani   |
| 25 | Portogallo (bandiera)  | D     | João Mário       |
| 26 | Brasile (bandiera)     | C     | Douglas Luiz     |
| 27 | Italia (bandiera)      | D     | Andrea Cambiaso  |
| 30 | Canada (bandiera)      | A     | Jonathan David   |
| 32 | Colombia (bandiera)    | D     | Juan David Cabal |
| 33 | Portogallo (bandiera)  | D     | Tiago Djaló      |
| 37 | Italia (bandiera)      | D     | Nicolò Savona    |
| 40 | Svezia (bandiera)      | D     | Jonas Rouhi      |

### Staff tecnico
Staff aggiornato al 14 luglio 2025.
- Damien Comolli - Direttore generale[210]
- François Modesto - Direttore tecnico[211]
- Giorgio Chiellini - Director of Football Strategy

Area tecnica
- Igor Tudor - Allenatore

## Attività polisportiva
Il club svolse attività polisportiva a periodi alterni sino alla fine degli anni 70. Inizialmente, dalla fondazione fino al 1899 furono presenti le sezioni di ciclismo, atletica, lotta e podismo, sport quest'ultimo che fu quello che raggiunse i maggiori risultati.
Nella prima metà degli anni 20 l'attività della Juventus fu nuovamente estesa ad altri sport, per iniziativa del neopresidente Edoardo Agnelli, con la nascita della Juventus Organizzazione Sportiva Anonima che, fino al secondo dopoguerra, partecipò ai principali campionati nazionali di bocce, nuoto, disco su ghiaccio e tennis; con quest'ultima ottenne i maggiori successi, arrivando a vincere tre campionati nazionali a squadre maschili nel 1927, 1947 e 1948. Alla fine degli anni 60 fu istituita una sezione di sci, sotto il nome di Sporting Club Juventus, attiva durante il decennio successivo.
Nella stagione 2017-2018 il club ha istituito una sua sezione di calcio femminile, con una prima squadra iscritta al campionato di Serie A. Con la vittoria dello scudetto al loro primo anno di attività, le Women hanno bissato il titolo conseguito dalla squadra maschile, facendo della Juventus il primo club italiano capace di detenere contemporaneamente i due maggiori campionati nazionali di calcio, maschile e femminile; un risultato ripetutosi nelle due stagioni seguenti.
Dal 2019 il club vanta una sezione per gli eSports, nota dal 2023 come Juventus Dsyre per via della collaborazione con l'omonimo team di sport elettronici. Tale sezione annovera le vittorie della eFootball.Pro e della TIMVISION Cup eSports Edition, entrambe nel 2021, e della eSerie A TIM nel 2023.